# Althepus sepakuensis
Espèce
Althepus sepakuensis est une espèce d'araignées aranéomorphes de la famille des Psilodercidae.

## Distribution
Cette espèce est endémique du Kalimantan en Indonésie,. Elle se rencontre au pied du Gunung Parung.

## Description
Le mâle holotype mesure 4,23 mm et la femelle paratype 4,00 mm.

## Étymologie
Son nom d'espèce, composé de sepaku et du suffixe latin -ensis, « qui vit dans, qui habite », lui a été donné en référence au lieu de sa découverte, Sepaku.

## Publication originale
- Li, Liu & Li, 2018 : Ten new species of the spider genus Althepus Thorell, 1898 from Southeast Asia (Araneae, Ochyroceratidae). ZooKeys, no 776, p. 27-60 (texte intégral).